# إيلين فاغنر
إيلين ماتيلدا إليزابيت فاغنر (16 مايو 1882 - 7 يناير 1949) كاتبة سويدية وصحفية ونسوية ومعلمة وعالمة البيئة وكانت عضوة في الأكاديمية السويدية منذ عام 1944.

## حياتها
ولدت إيلين فاغنر في لوند بالسويد كابنة لمدير مدرسة، وكانت فاجنر تبلغ من العمر 3 سنوات فقط عندما توفيت والدتها. تركز كتب ومقالات فاجنر على مواضيع تحرير المرأة، والحقوق المدنية، والتصويت للمرأة، وحركة السلام، والرعاية الاجتماعية، والتلوث البيئي. اشتهرت بالتزامها بحركة حق المرأة في التصويت في السويد، الرابطة الوطنية لحق المرأة في التصويت ولتأسيسها منظمة إنقاذ الطفولة السويدية (الفرع السويدي للتحالف الدولي لإنقاذ الأطفال) ولتطوير مدرسة المواطنات النسائية
إلى جانب فريدريكا بريمر، غالبًا ما يُنظر إلى فاغنر على أنها الرائدة النسوية الأكثر أهمية وتأثيرًا في السويد.

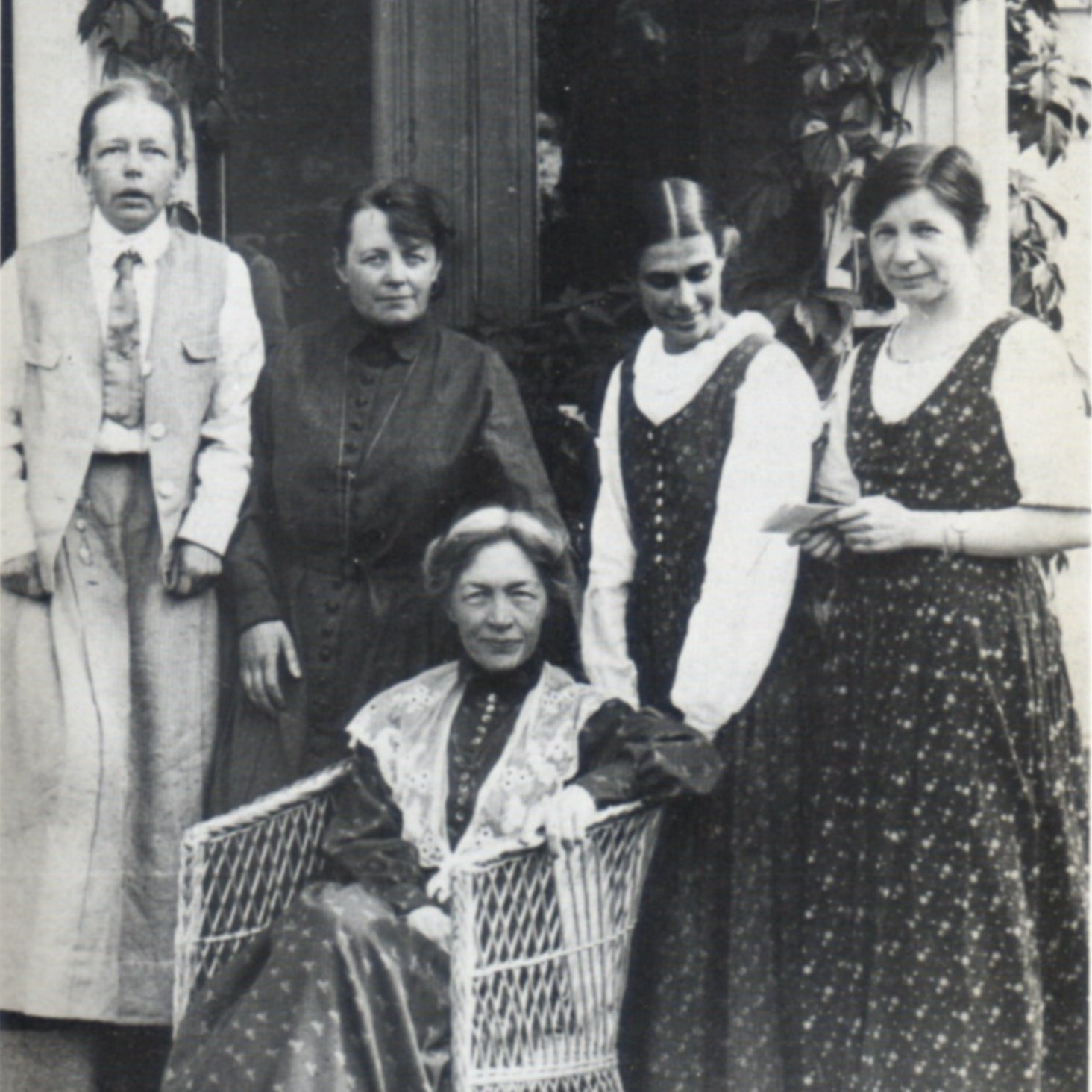
من اليسار إلى اليمين: إليزابيث تام ، آدا نيلسون ، كيرستين هيسيلغرين هونورين هيرميلين وإلين فاغنر

كانت فاغنر محرر في المجلة السياسية الأسبوعية Tidevarvet وترأست المجلة من عام 1924 إلى عام 1927. وهي كاتبة غزيرة الإنتاج في الروايات والمقالات في مختلف الصحف اليومية وكاتبة لسيناريوهات العديد من الأفلام. من بين روايات فاغنر الأكثر شعبية - والتي لا تزال تُقرأ - «رجال ومصائب أخرى»، 1908)، («حامل القلم»، 1910)، («ركن العاصفة»، 1919)
تمت ترجمة العديد من كتبها سابقًا إلى الفرنسية والألمانية والهولندية والروسية.
كان فاغنر متزوجًة من جون لاندكويست من عام 1910 إلى عام 1922.

## السيرة شخصية
تزوجت من كاتب السيناريو والشاعر والصحفي والمؤلف كارل غوستاف أودغرين (1865-1927) في عام 1900 وأنجبت ستة أطفال: خمس بنات وابن واحد. تزوجت ابنتها الممثلة والمخرجة المسرحية أليس إكلوند (1896-1983) من الممثل إرنست إيكلوند (1882-1971). توفيت آنا هوفمان أودغرين في بروما ودُفنت في Skogskyrkogården في ستوكهولم. كان من بين أحفادها الممثلة Öllegård Wellton (1932-1991).

## أعمالها
تشمل أعمال فاغنر ما يلي: 

### الكتب
- (1907) - من متحف الأرض
- (1908) - الرجال ومصائب أخرى
- (1910) - المرأة القلم [5]
- (1914) - الرجل والكرز
- (1915)- زواج كاميلا
- (1918)عيسى حنا
- (1919) - الركن العاصف
- (1919) - الحب المحرر
- (1922) - بلا اسم
- (1924) - المنحدرات الفضية
- (1932) - الحوار مستمر
- (1933) - الرجل بجانبي
- (1934) - الباب الدوار
- (1937) - غير مقنع
- (1938) - غامض
- (1939) - ألف سنة في سمولاند
- (1940) - في سلام مع الأرض
- (1941) - المنبة [6]
- (1942) - سلمى لاغرلوف الأول
- (1943)- سلمى لاغرلوف الثاني
- (1947) - الريح قلبت الصفحات

## روابط خارجية
- Elin Wägner في HighBeam Encyclopedia
- Elin Wägner في IgentaConnect
- Elin Wägner، la mujer tras el Premio Nobel a Gabriela Mistral